# Чудовището на Франкенщайн
Вижте пояснителната страница за други значения на Франкенщайн.
Чудовището на Франкенщайн е чудовище, измислен герой, чието име не се появява никъде в романа на Мери Шели „Франкенщайн; или новият Прометей“. То е създадено от д-р Виктор Франкенщайн като научен експеримент с цел да се докаже, че електричеството е в основата на създаването на живота. Чудовището обаче оживява и избягва, преди създателят му да успее да го спре.
След известно време Виктор Франкенщайн решава, че чудовището вероятно е загинало, но един ден то го намира, и поисква от него да му създаде също така ужасна съпруга, с която да са прилика, и да могат да живеят заедно. Виктор Франкенщайн създава и второ чудовище, но толкова се срамува от него, че изхвърля тялото му в езеро, преди да го съживи.
В оригиналния роман чудовището отначало не желае (и не причинява) зло на никого; хората обаче се ужасяват от външността му и се отнасят зле с него. Впоследствие чудовището започва да върши зло и да убива, отначало по невнимание, а след това за отмъщение или просто от желание да върши зло.

## Любопитно
В романа на Мери Шели чудовището никъде няма име; всъщност наричането му „Франкенщайн“ е популярна грешка, затвърдена от много от филмите, в които то бива наричано с името на създателя си.